# Mourjou
Mourjou is een plaats en voormalige gemeente in het Franse departement Cantal in de regio Auvergne-Rhône-Alpes en telt 338 inwoners (2004). De plaats maakt deel uit van het arrondissement Aurillac. Mourjou is op 1 januari 2019 gefuseerd met de gemeente Calvinet tot de gemeente Puycapel. 

## Geografie
De oppervlakte van Mourjou bedraagt 30,0 km², de bevolkingsdichtheid is 11,3 inwoners per km².
De onderstaande kaart toont de ligging van Mourjou met de belangrijkste infrastructuur en aangrenzende gemeenten.

## Demografie
Onderstaande figuur toont het verloop van het inwonertal.
Vanwege een beveiligingsprobleem met de MediaWiki Graph-software is het momenteel niet mogelijk deze grafiek weer te geven. Zodra de software is bijgewerkt zal de grafiek vanzelf weer zichtbaar worden.